# Омылаенко, Андрей Константинович
Андрей Константинович Омылаенко (1930, Сталинская область, Украинская ССР) — бригадир монтажников Славянского специализированного управления № 7 треста «Донбасспромхиммонтаж» Министерства монтажных и специальных строительных работ Украинской ССР, Донецкая область. Герой Социалистического Труда (1980).

## Биография
Родился в 1930 году в одном из населённых пунктов Сталинской области. Окончил школу фабрично-заводского обучения. После срочной службы в Красной Армии восстанавливал разрушенное народное хозяйство на Донбассе. Трудился монтажником в Славянском спецуправлении № 7. В последующем был назначен бригадиром монтажников в этом же предприятии, которая монтировала оборудование на различных промышленных объектах на Украине. За выдающиеся трудовые достижения при монтаже оборудования в Новокраматорском и Старокраматорском машиностроительных заводах, Энергомашспецсталь в Краматорске, «Стирол» в Горловке и Лисичанском нефтеперерабатывающем заводе был награждён орденами «Знак Почёта» (1971) и Ленина (1974).
В последующие годы бригада под его руководством ежегодно показывала высокие трудовые результаты, занимала передовые места в социалистическом соревновании среди коллективов треста. При строительстве завода «Стирол» его бригада сдала объект на 27 дней ранее запланированного срока. Указом Президиума Верховного Совета СССР от 23 мая 1980 года удостоен звания Героя Социалистического Труда за «выдающиеся успехи в труде, применение передовой технологии на монтаже трубопроводов, досрочное выполнение плановых заданий и социалистических обязательств при строительстве комплекса по производству аммиака и азотных удобрений в Горловском производственном объединении „Стирол“ имени Серго Орджоникидзе» с вручением ордена Ленина и золотой медали «Серп и Молот» (№ 19328).
После выхода на пенсию проживал в Славянске. С 1986 года — персональный пенсионер союзного значения.

## Награды
- Герой Социалистического Труда
- Орден Ленина — дважды (22.02.1974; 1980)
- Орден «Знак Почёта» (07.05.1971)